# IPod Classic
iPod Classic – pierwsza odmiana popularnego odtwarzacza multimedialnego o nazwie iPod, wyprodukowany przez firmę Apple Inc. Każda nowsza wersja iPoda jest wydawana w tzw. generacji. Każda nowsza generacja jest wydawana co pewien czas i zwykle w nowszej generacji dodawane są nowe funkcje, zwiększana jest pamięć, etc.

## Generacje iPodów i ich specyfikacje
| Generacja                    | Zdjęcie                   | Pojemność | Łączność                          | Data premiery        | Najwcześniejszy system operacyjny umożliwiający synchronizację z komputerem | Żywotność baterii (w godzinach) | Żywotność baterii (w godzinach) | Żywotność baterii (w godzinach) |
| ---------------------------- | ------------------------- | --- | --------------------------------- | -------------------- | --------------------------------------------------------------------------- | ------------------------------- | ------------------------------- | ------------------------------- |
| pierwsza (1G)                | iPod 1G                   | 5, 10 GB | FireWire                          | 23 października 2001 | Mac: 9, 10.1                                                                | audio: 10                       | audio: 10                       | audio: 10                       |
| pierwsza (1G)                | iPod 1G                   | Nawigacyjne koło mechaniczne (Scroll Wheel) porusza się całe razem z palcem użytkownika. Przyciski na okręgu wokół kółka. |                                   |                      |                                                                             |                                 |                                 |                                 |
| druga (2G)                   | iPod 2G                   | 10, 20 GB | FireWire                          | 17 lipca 2002        | Mac: 10.1 Win: 2000                                                         | audio: 10                       | audio: 10                       | audio: 10                       |
| druga (2G)                   | iPod 2G                   | Kółko nawigacyjne staje się wrażliwe na dotyk - nie przesuwa się całe. Zakrycie portu FireWire. |                                   |                      |                                                                             |                                 |                                 |                                 |
| trzecia (3G)                 | third generation iPod     | 10, 15, 20, 30, 40 GB | FireWire (USB tylko do wysyłania) | 28 kwietnia 2003     | Mac: 10.1 Win: 2000                                                         | audio: 8                        | audio: 8                        | audio: 8                        |
| trzecia (3G)                 | third generation iPod     | Dodanie stacji dokującej do zestawu, przeniesienie przycisków do prostej linii pod ekranem. |                                   |                      |                                                                             |                                 |                                 |                                 |
| czwarta (4G) (photo) (color) | fourth generation iPod    | 20, 40 GB | FireWire lub USB                  | 19 lipca 2004        | Mac: 10.2 Win: 2000                                                         | audio: 12                       | audio: 12                       | audio: 12                       |
| czwarta (4G) (photo) (color) | fourth generation iPod    | Zintegrowanie przycisków i kółka nawigacyjnego w całość (ClickWheel) możliwość komunikacji poprzez USB. W tej wersji ekran monochromatyczny. |                                   |                      |                                                                             |                                 |                                 |                                 |
| czwarta (4G) (photo) (color) | fourth generation iPod    | photo: 30, 40, 60 GB | FireWire lub USB                  | 26 października 2004 | Mac: 10.2 Win: 2000                                                         | audio: 15 slideshow: 5          |                                 |                                 |
| czwarta (4G) (photo) (color) | fourth generation iPod    | color: 20, 60 GB | FireWire lub USB                  | 28 czerwca 2005      | Mac: 10.2 Win: 2000                                                         | audio: 15 slideshow: 5          |                                 |                                 |
| czwarta (4G) (photo) (color) | fourth generation iPod    | Kolorowy wyświetlacz, możliwość oglądania zdjęć. |                                   |                      |                                                                             |                                 |                                 |                                 |
| piąta (5G)                   | fifth generation iPod     | 30, 60, 80 GB | USB (FireWire tylko do ładowania) | 12 października 2005 | Mac: 10.3 Win: 2000                                                         | 30 GB audio: 14 video: 2        | 60/80 GB audio: 20 video: 3/6.5 | 60/80 GB audio: 20 video: 3/6.5 |
| piąta (5G)                   | fifth generation iPod     | Węższa obudowa. Większy wyświetlacz. Brak dołączanego osprzętu (oprócz słuchawek, kabla oraz specjalnego woreczka). Możliwość wyświetlania tekstów piosenek, a także odtwarzania filmów. Wersja 5.5G wydana bez żadnej reklamy wprowadza funkcję wyszukiwania piosenek, jaśniejszy ekran, nowe słuchawki oraz dłuższy czas pracy na baterii przy oglądaniu zdjęć i filmów. |                                   |                      |                                                                             |                                 |                                 |                                 |
| szósta (6G)                  | iPod Classic 6. generacji | 80, 120, 160 GB | USB (FireWire tylko do ładowania) | 5 września 2007      | Mac: 10.4 Win: XP                                                           | 80 GB audio: 30 video: 5        | 120 GB audio: 36 video: 6       | 160 GB audio: 40 video: 7       |
| szósta (6G)                  | iPod Classic 6. generacji | Nowy interfejs. Nowa, aluminiowa obudowa. Biały kolor zastąpiono srebrnym. Od września 2009 iPod classic występuje tylko w wersji o pojemności 160 GB. |                                   |                      |                                                                             |                                 |                                 |                                 |